# فرودگاه بین‌المللی ماساوا
فرودگاه بین‌المللی ماساوا (به انگلیسی: Massawa International Airport) یک فرودگاه نظامی و همگانی با کد یاتا MSW است که یک باند فرود بتن دارد و طول باند آن ۳۵۰۰ متر است. این فرودگاه در کشور اریتره قرار دارد و در ارتفاع ۶۳ متری از سطح دریا واقع شده‌است.